# Osmán III
Osman III (2 de enero de 1699 – 30 de octubre de 1757) gobernó como sultán del Imperio otomano desde 1754 hasta 1757.
Siendo el hermano más joven de Mahmud I e hijo de Mustafa II. 

## Biografía
Osman, fue un príncipe por lo común insignificante. Su breve reinado tuvo como aspecto negativo una intolerancia creciente hacia los no musulmanes (a los cristianos y los judíos se les requirió llevar puesta ropa distintiva o insignias), así como un fuego que devastó parte de Estambul.
Primeros años y encierro
Osman III nació en el Palacio de Topkapı en Estambul. Pasó la mayor parte de su vida como prisionero en la llamada "Jaula Dorada" (Kafes), una sección del palacio donde los príncipes otomanos eran confinados para evitar conspiraciones. Este aislamiento afectó profundamente su personalidad.
Ascenso al trono
Tras la muerte de su hermano Mahmud I en 1754, Osman fue proclamado sultán a la edad de 55 años. Su reinado fue uno de los más cortos del siglo XVIII, durando solo tres años.
Gobierno y políticas
Osman III es recordado por su política discriminatoria contra los no musulmanes. Impuso restricciones a cristianos y judíos, obligándolos a vestir ropa distintiva o insignias para diferenciarlos de los musulmanes. Estas medidas reflejaban un endurecimiento de las actitudes hacia las minorías en el Imperio.
Conflictos y desastres
Durante su reinado, un gran incendio devastó parte de Estambul, agravando la inestabilidad del imperio. Además, su gobierno se caracterizó por una alta rotación de funcionarios: cambió de gran visir siete veces en tres años, lo que reflejaba su desconfianza y falta de habilidad política.

## Personalidad  y curiosidades
- Debido a su largo encierro en el harén del palacio, Osman III desarrolló una aversión hacia las mujeres y la música:

- Expulsó a todos los músicos del palacio, rompiendo con la tradición otomana de mecenazgo musical.

- Usaba zapatos de hierro para que las mujeres del harén lo oyeran acercarse y así evitarlo.

## Muerte y legado
Osman III murió el 30 de octubre de 1757 sin dejar herederos, siendo sucedido por su primo Mustafa III. Su reinado fue considerado poco efectivo, marcado por la inestabilidad y el autoritarismo.

| Predecesor: Mahmud I | Sultán del Imperio otomano 1754 - 1757 | Sucesor: Mustafa III |